# Liste der Biografien/Olr
Liste der Biografien |
Portal Biografien |
Personensuche
# |
A |
B |
C |
D |
E |
F |
G |
H |
I |
J |
K |
L |
M |
N |
O |
P |
Q |
R |
S |
T |
U |
V |
W |
X |
Y |
Z |
?
 
Oa |
Ob |
Oc |
Od |
Oe |
Of |
Og |
Oh |
Oi |
Oj |
Ok |
Ol |
Om |
On |
Oo |
Op |
Oq |
Or |
Os |
Ot |
Ou |
Ov |
Ow |
Ox |
Oy |
Oz
 
Ola |
Olb |
Olc |
Old |
Ole |
Olf |
Olg |
Olh |
Oli |
Olj |
Olk |
Oll |
Olm |
Oln |
Olo |
Olp |
Olr |
Ols |
Olt |
Olu |
Olv |
Olw |
Oly |
Olz
Die Liste der Biografien führt alle Personen auf, die in der deutschsprachigen Wikipedia einen Artikel haben. Dieses ist eine Teilliste mit 9 Einträgen von Personen, deren Namen mit den Buchstaben „Olr“ beginnt.

## Olr

### Olri
- Olrik, Axel (1864–1917), dänischer Folklorist, Philologe und Volkskundler
- Olrik, Bendt (1749–1793), norwegischer Kaufmann, Inspektor in Grönland und Gouverneur in Ghana
- Olrik, Christian Søren Marcus (1815–1870), dänisch-grönländischer Lehrer, Zoologe und Inspektor in Grönland

### Olro
- Olrog, Claës Christian (1912–1985), schwedisch-argentinischer Ornithologe und Zoologe

### Olry
- Olry, Jacques (1833–1901), französischer Bürgermeister und Abgeordneter
- Olry, Jean-Claude (* 1949), französischer Kanute
- Olry, Jean-Louis (* 1946), französischer Kanute
- Olry, Johann Franz Anton von (1769–1863), bayerischer Diplomat
- Olry, René (1880–1944), französischer Offizier, General